# Blissidae
Blissidae es una familia de insectos hemípteros del infraorden Pentatomomorpha. Por un tiempo se los consideró una subfamilia de Lygaeidae.
Son de forma alargads. Se alimentan de savia de las plantas, a diferencia de otros miembros de la superfamila que se alimentan de semillas. Algunas especies son plagas de la agricultura, por ejemplo Blissus leucopterus, que se alimenta de plantas de maíz.

## Géneros
Contiene los siguientes génerosː
- Aradacrates Slater & Wilcox, 1969
- Aradademus Slater, 1967
- Archaeodemus Slater, 1986
- Atrademus Slater, 1967
- Aulacoblissus Slater, 1986
- Australodemus Slater & Sweet, 1963
- Barademus Slater, 1967
- Barrerablissus Brailovsky, 2015
- Blissiella Slater, 1967
- Blissus Burmeister, 1835
- Bochrus Stal, 1861
- Capodemus Slater & Sweet, 1972
- Cavelerius Distant, 1903
- Caveloblissus Slater & Wilcox, 1968
- Chelochirus Spinola, 1839
- Dentisblissus Slater, 1961
- Dimorphopterus Stal, 1872
- Extarademus Slater & Wilcox, 1966
- Extaramorphus Slater, Ashlock & Wilcox, 1969
- Gelastoblissus Slater & Wilcox, 1969
- Geoblissus Hidaka, 1959
- Hasanobochrus Ghauri, 1982
- Heinsius Distant, 1901
- Heteroblissus Barber, 1954
- Howdenoblissus Stys, 1991
- Iphicrates Distant, 1904
- Ischnocoridea Horvath, 1892
- Ischnodemus Fieber, 1837
- Lemuriblissus Slater, 1967
- Lucerocoris Slater, 1968
- Macchiademus Slater & Wilcox, 1973
- Macropes Motschulsky, 1859
- Merinademus Slater, 1967
- Micaredemus Slater, 1967
- Napoblissus Brailovsky & Barrera, 2012
- Patritiodemus Slater & Ahmad, 1971
- Patritius Distant, 1901
- Pirkimerus Distant, 1904
- Praeblissus Barber, 1949
- Praetorblissus Slater, 1966
- Procellademus Slater & Wilcox, 1966
- Propinquidemus Slater, 1986
- Pseudoblissus Slater, 1979
- Ramadademus Slater, 1967
- Reticulatodemus Slater & Wilcox, 1966
- Riggiella Kormilev, 1949
- Scansidemus Slater & Wilcox, 1969
- Scintillademus Slater, 1968
- Slaterellus Drake & Davis, 1959
- Spalacocoris Stal, 1874
- Talpoblissus Slater & Wilcox, 1973
- Toonglasa Distant, 1893
- Wheelerodemus Henry & Sweet, 2015
- Xenoblissus Barber, 1954